# 地下鉄81-717.6/714.6形電車
81-717.6/714.6形は、ロシア連邦の鉄道車両メーカーであるメトロワゴンマッシュが製造し、モスクワ地下鉄などが導入している地下鉄用電車である。この項目では、試作車の役割を持つ車体更新車の81-717.6K/714.6K形についても解説する。

## 概要
1976年以降、モスクワ地下鉄を始めとする旧東側諸国の地下鉄へ向けて81-717/714形電車の大量生産が行われていた。だが2000年代に入ると初期の車両の老朽化に加えソ連時代から続いた旧来の車内設備が問題に挙げられるようになった。そこでモスクワ地下鉄は2005年にメトロワゴンマッシュと共同で81-717/714形を大幅に近代化させた車両を開発する事を決定した。これが81-717.6/714.6形である。またその前段階として既存の車両の車体を更新した試作車の生産が行われており、こちらには81-717.6K/714.6K形という形式名が付けられている。
編成は片側に運転台を持つ電動制御車の81–717.6形と中間に連結される電動車の81-714.6形によって構成され、2019年現在は各都市で最短4両、最大8両編成で運行する。設計は81-715.5M/714.5M形を基にしており、主要機器は同じものを使用している一方、車体は大幅に改良が加えられている。特に前面は非常扉を備えた左右非対称のデザインに刷新されている。運転室内部も人間工学を取り入れた構造になっており、屋根上には空調装置が備わっている。車内の壁には難燃性を高めたプラスチックが、床には耐摩耗性のリノリウムが用いられている他、監視カメラや消火設備など安全性を高めた構造となっている。客室に空調装置は設置されていないものの、天井に設置された強制換気装置によって停車中にも車内の換気が可能である。

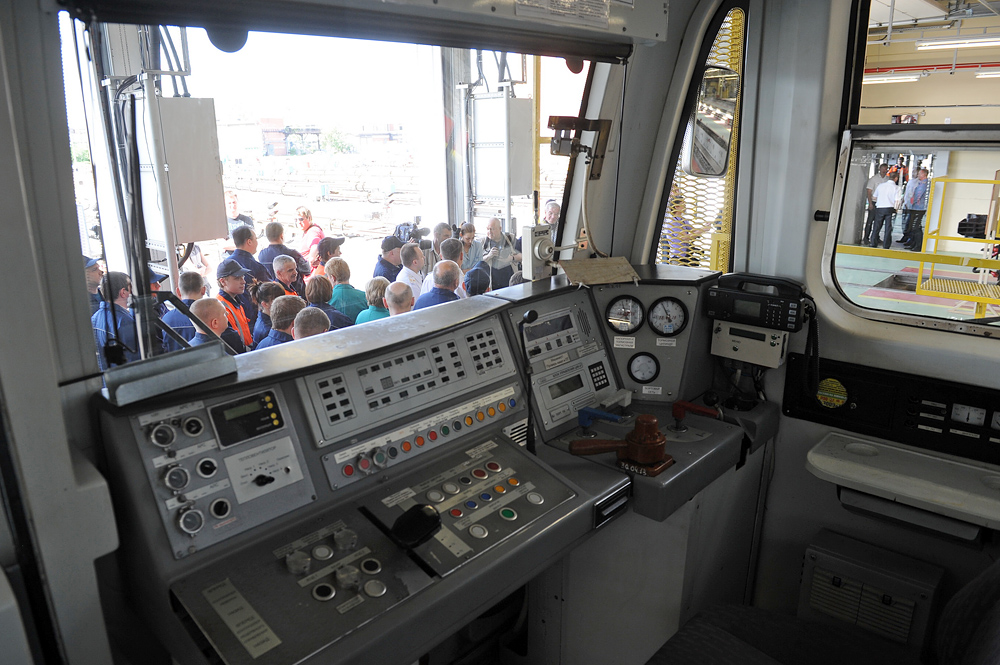
運転台
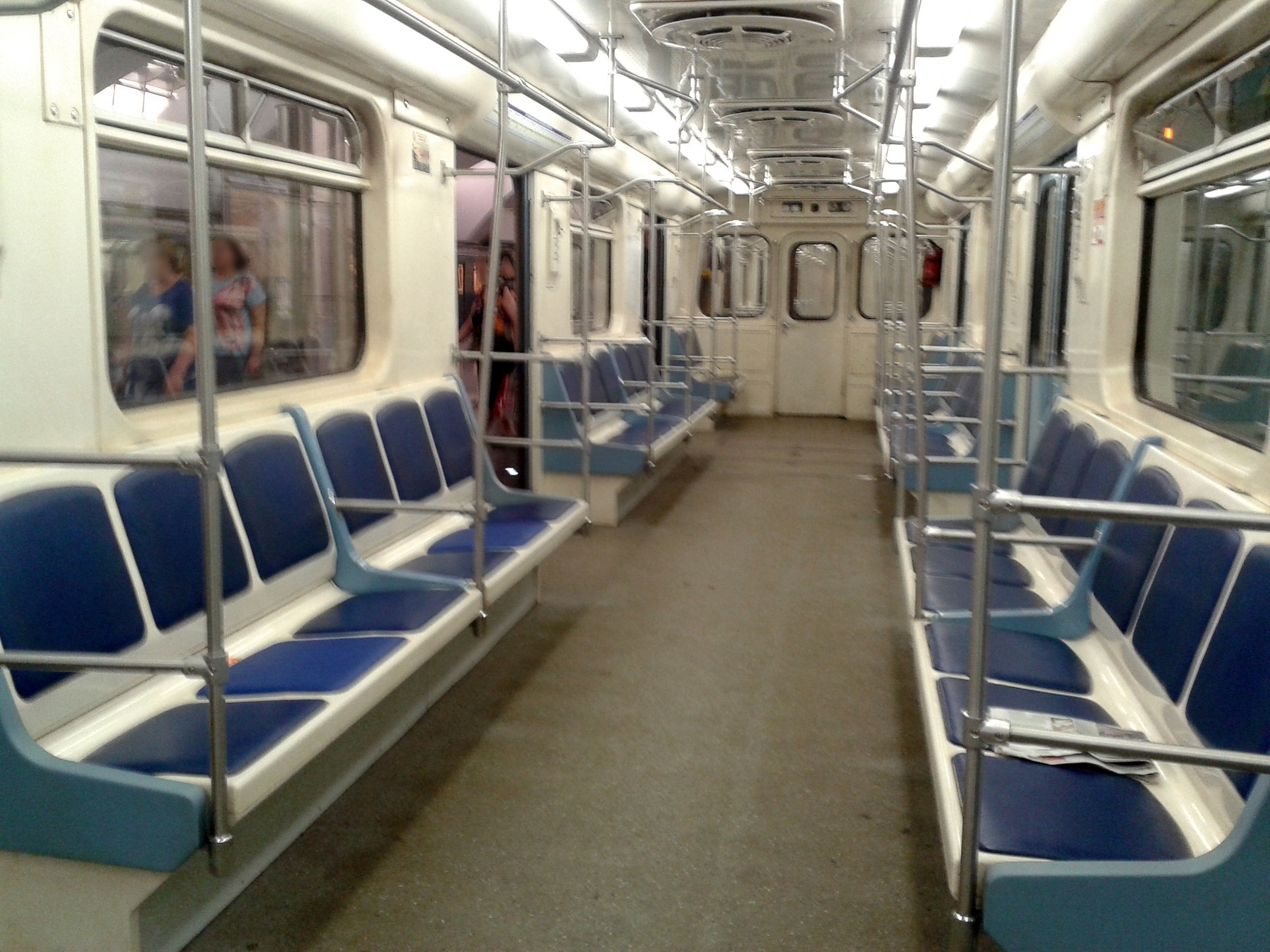
車内（81-717.6K形）

## 運用

### モスクワ地下鉄
2006年にメトロワゴンマッシュへ輸送された81-717.5/714.5形を基に、車体更新車である81-717.6K/714.6K形が2007年に3両、2008年に5両生産された。それぞれ電気機器の仕様が異なっており、比較も兼ねた各種試験を行った結果を踏まえ、2009年から新造車両である81-717.6/714.6形の導入が始まった。
2019年の時点で81-717.6/714.6形は8両編成11本が導入され、リュビリーンスコ＝ドミトロフスカヤ線で運用に就いている。一方で81-717.6K/714.6K形については営業運転から撤退しており、2019年現在ノボギレエヴォ車庫で保管されている。

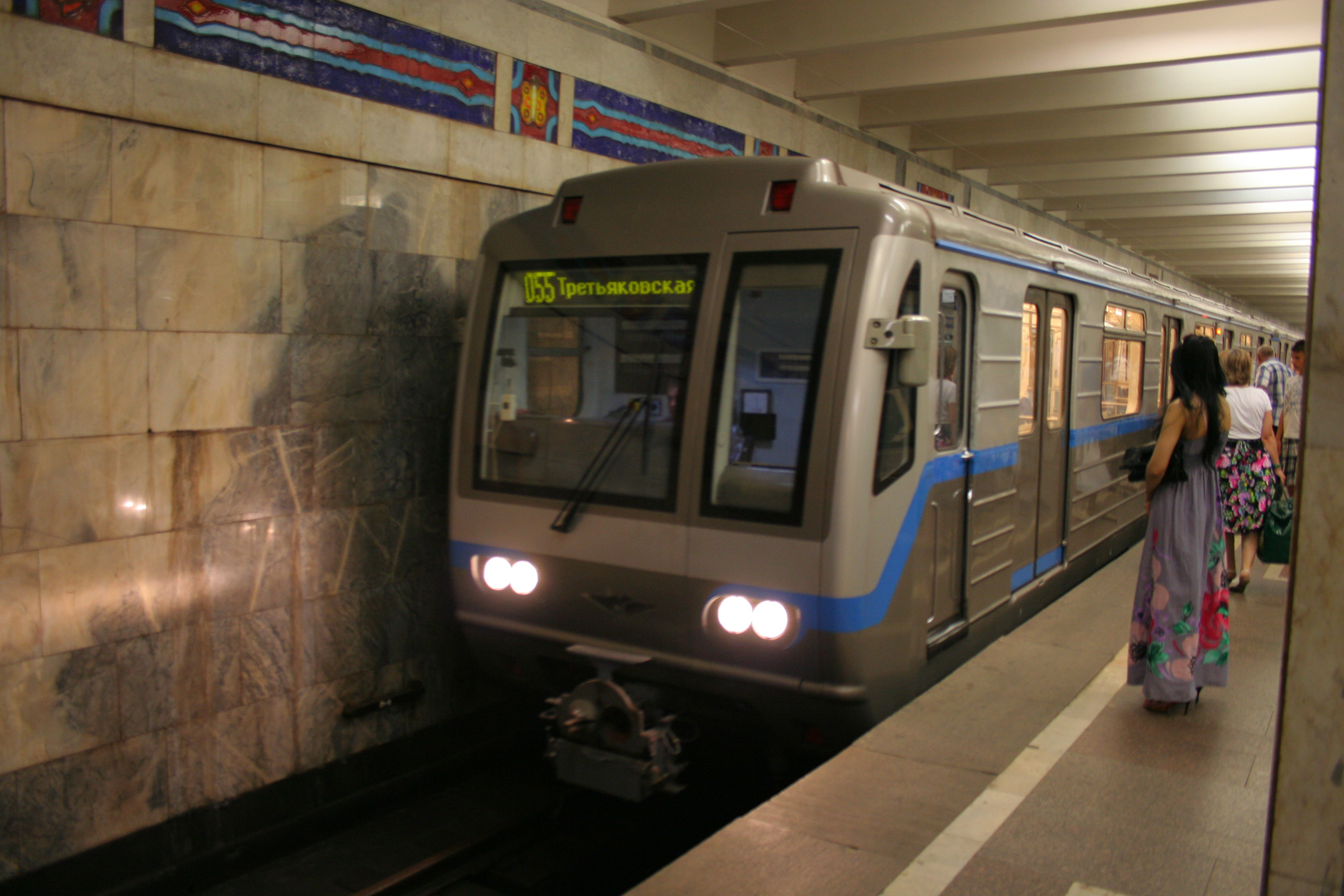
営業運転中の81-717.6/714.6形
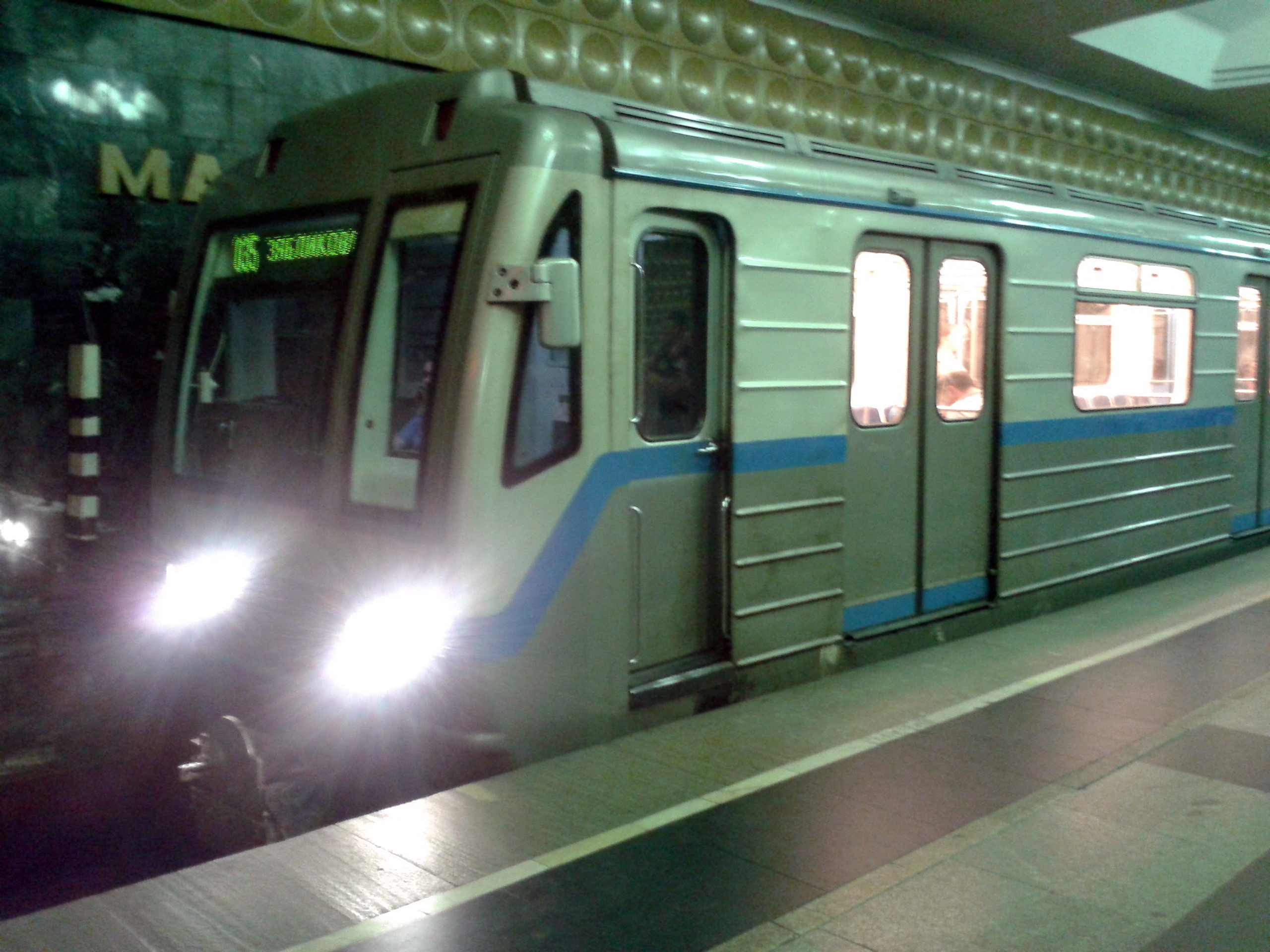
営業運転中の81-717.6K/714.6K形（2013年撮影）

### 他都市の地下鉄
- ニジニ・ノヴゴロド地下鉄 - ゴリコフスキー駅（ロシア語版）が開業した事に合わせ、2012年にメトロワゴンマッシュへ向けて81-717.6/714.6形を発注し、翌2013年から営業運転に投入した。当初は4両編成で導入されたが翌2013年以降は5両編成への編成増強が行われ、2018年にも先頭車（81-717.6形）10両、中間車（81-714.6形）13両の増備が行われた。2019年の時点で50両（5両編成10本）が在籍する[8][9][10]。
- エカテリンブルク地下鉄 - 2019年に先頭車（81-717.6形）4両、中間車（81-714.6形）4両を発注した。既存の81-717/714形との混結が予定されている[11]。
- サマーラ地下鉄 - サマーラ地下鉄ではソ連時代に製造された81-717/714形が多数使用され、老朽化が課題となっていた。そこで、運営組織のサマーラメトロ（ГУП «Самарский Метрополитен»）はこれらの車両の延命・更新工事の実施と並行してソ連崩壊後初の新型車両である81-717.6/714.6形を導入する事となり、2019年10月に4両編成2本の発注に関する契約がメトロワゴンマッシュとの間に結ばれた。翌2020年3月に最初の編成が到着し、試運転を経て5月から営業運転を開始する予定となっている[12]。
- タシュケント地下鉄 - 2012年から2013年にかけて発注の計画があったが実現することはなかった[13]。

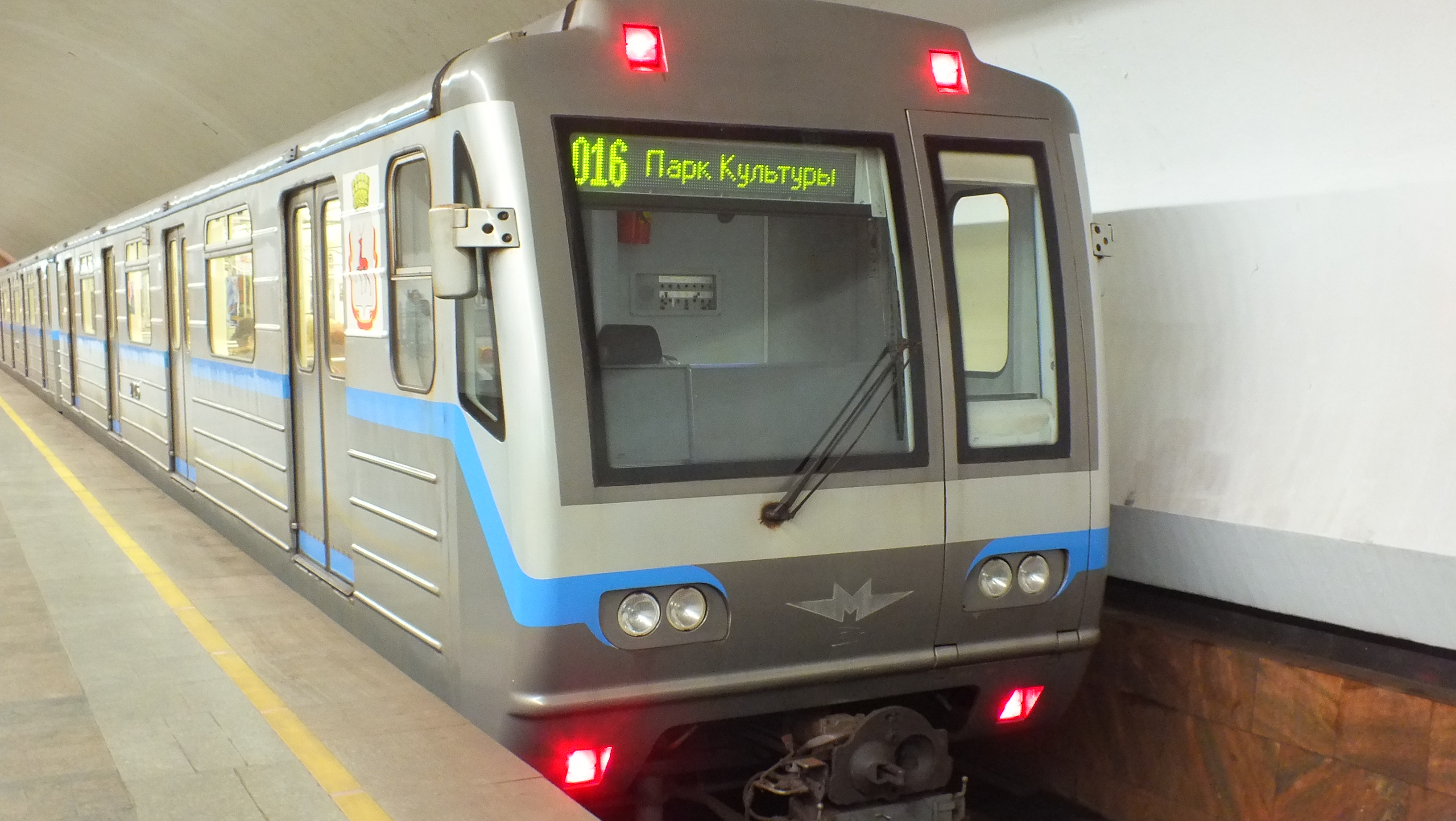
ニジニ・ノヴゴロド地下鉄用の車両

## 参考資料
- Абрамов Е.Р (2015). Электроподвижной состав отечественных железных дорог. Москва́